# Улан-Уде-Східний (аеродром)
Улан-Уде Східний — державний аеродром Міноборони в Республіці Бурятія розташований 9 км на схід від Улан-Уде. На аеродромі спільно базується Улан-Уденський авіаційний завод.